# Сумер
Сумер (болг. Сумер) — село в Болгарии. Находится в Монтанской области, входит в общину Монтана. Население составляет 263 человека.

## Политическая ситуация
В местном кметстве Сумер, в состав которого входит Сумер, должность кмета (старосты) исполняет Любомир Трифонов Манов (Болгарская социалистическая партия (БСП)) по результатам выборов правления кметства.
Кмет (мэр) общины Монтана — Златко Софрониев Живков (независимый) по результатам выборов в правление общины.